# Liste der Einträge im National Register of Historic Places im Will County

Lage des Will County in Illinois

Die Liste der Einträge im National Register of Historic Places im Will County in Illinois führt alle Bauwerke und historischen Stätten im Will County auf, die in das National Register of Historic Places aufgenommen wurden.

## Legende
| NRHP | Historic Place             |
| HD   | Historic District          |
| NHL  | National Historic Landmark |

## Aktuelle Einträge
| [ 2 ] | Name                                                 | Bild                                                 | Eintragsdatum                 | Lage | Ort                             | Beschreibung |
| ----- | ---------------------------------------------------- | ---------------------------------------------------- | ----------------------------- | --- | ------------------------------- | --- |
| 1     | Alternate Route 66, Wilmington to Joliet             | Alternate Route 66, Wilmington to Joliet             | 2006 ID-Nr. 06000381          | IL 53 zwischen Wilmington und Joliet 41° 24′ 16″ N, 88° 6′ 27″ W                                             | Joliet und Wilmington           | Teil der früheren Route 66 |
| 2     | Brandon Road Lock and Dam Historic District          | Brandon Road Lock and Dam Historic District          | 2004 ID-Nr. 04000163          | 1100 Brandon Road 41° 30′ 16,9″ N, 88° 6′ 20,4″ W                                                            | Joliet                          | Brandon Road Lock and Dam ist eine von acht Schleusen und Stauwerken des Illinois Waterway, der Chicago und den Michigansee mit dem Mississippi verbindet. |
| 3     | Briscoe Mounds                                       | Briscoe Mounds                                       | 1978 ID-Nr. 78001198          | Front Street entlang des Des Plaines River 41° 25′ 10″ N, 88° 13′ 8″ W                                       | Channahon                       | Archäologische Stätte mit Funden aus der Zeit der Mississippikultur                                                                                        |
| 4     | Chicago Sanitary and Ship Canal Historic District    | Chicago Sanitary and Ship Canal Historic District    | 2011 ID-Nr. 11000907          | Illinois Waterway 41° 38′ 30,7″ N, 88° 3′ 36,7″ W                                                            | Lemont, Romeoville und Lockport | Teil der MPS Illinois Waterway Navigation System Facilities, die sich über mehrere Countys erstreckt                                                       |
| 5     | Christ Episcopal Church                              | Christ Episcopal Church                              | 1982 ID-Nr. 82002603          | 75 West Van Buren Street 41° 31′ 33″ N, 88° 5′ 3″ W                                                          | Joliet                          | Die Kirche wurde 1885 als Episkopalkirche errichtet. 2006 wurde das Gebäude durch ein Feuer zerstört.                                                      |
| 6     | Downtown Peotone Historic District                   | Downtown Peotone Historic District                   | 2005 ID-Nr. 05001253          | North First Street und beide Seiten North Second Street 41° 20′ 3″ N, 87° 47′ 29″ W                          | Peotone                         | 1856 errichtete die Illinois Central Railroad |
| 7     | Eagle Hotel                                          | Eagle Hotel                                          | 1994 ID-Nr. 94000021          | 100–104 Water Street 41° 18′ 28″ N, 88° 8′ 51″ W                                                             | Wilmington                      | In den 1830er Jahren errichtetes Hotel |
| 8     | Fitzpatrick House                                    | Fitzpatrick House                                    | 1984 ID-Nr. 84001170          | IL 53 41° 36′ 2″ N, 88° 4′ 15″ W                                                                             | Lockport                        | |
| 9     | Flanders House                                       | Flanders House                                       | 1991 ID-Nr. 91001688          | 405 West Main Street 41° 36′ 45″ N, 88° 12′ 10″ W                                                            | Plainfield                      | |
| 10    | Ron George Round Barn                                | Ron George Round Barn                                | 1982 ID-Nr. 82002536          | Nordöstlich von Romeoville, abseits der alten Route 66 41° 39′ 28″ N, 88° 9′ 52″ W                           | Bolingbrook                     | |
| 11    | John Heck House                                      | John Heck House                                      | 1994 ID-Nr. 94000978          | 1225 South Hamilton Street 41° 35′ 7″ N, 88° 3′ 29″ W                                                        | Lockport                        | |
| 12    | Jacob H. Henry House                                 | Jacob H. Henry House                                 | 1979 ID-Nr. 79000875          | 20 South Eastern Avenue 41° 31′ 23″ N, 88° 4′ 35″ W                                                          | Joliet                          | |
| 13    | Illinois and Michigan Canal                          | Illinois and Michigan Canal                          | 1966 ID-Nr. 66000332          | Rund 11 km südwestlich von Joliet am US 6 41° 34′ 11″ N, 88° 4′ 11″ W                                        | Joliet                          | |
| 14    | Joliet YMCA                                          | Joliet YMCA                                          | 2006 ID-Nr. 06000010          | 215 North Ottawa Street 41° 31′ 50″ N, 88° 5′ 1″ W                                                           | Joliet                          | |
| 15    | Joliet East Side Historic District                   | Joliet East Side Historic District                   | 1980 ID-Nr. 80001418          | Abgegrenzt durch Washington Street, Union Street, 4th Avenue und Eastern Avenue 41° 31′ 8″ N, 88° 4′ 28″ W   | Joliet                          | |
| 16    | Joliet Municipal Airport                             | Joliet Municipal Airport                             | 1980 ID-Nr. 80001419          | 4000 West Jefferson Street 41° 31′ 24″ N, 88° 10′ 46″ W                                                      | Joliet                          | |
| 17    | Joliet Steel Works                                   | Joliet Steel Works                                   | 1991 ID-Nr. 91000088          | 927 Collins Street 41° 32′ 28″ N, 88° 4′ 30″ W                                                               | Joliet                          | |
| 18    | Joliet Township High School                          | Joliet Township High School                          | 1982 ID-Nr. 82002604          | 201 East Jefferson Street 41° 31′ 32″ N, 88° 4′ 28″ W                                                        | Joliet                          | |
| 19    | Louis Joliet Hotel                                   | Louis Joliet Hotel                                   | 1990 ID-Nr. 90000101          | 22 East Clinton Street 41° 31′ 36″ N, 88° 4′ 48″ W                                                           | Joliet                          | |
| 20    | Lockport Historic District                           | Lockport Historic District                           | 1975 ID-Nr. 75000676          | Abgegrenzt durch 7th Street, 11th Street, Canal Street und Washington Street 41° 35′ 22″ N, 88° 3′ 25″ W     | Lockport                        | |
| 21    | Lockport Lock, Dam and Power House Historic District | Lockport Lock, Dam and Power House Historic District | 2004 ID-Nr. 04000167          | 2502 Channel Drive 41° 34′ 10″ N, 88° 4′ 44″ W                                                               | Lockport                        | |
| 22    | McGovney–Yunker Farmstead                            | McGovney–Yunker Farmstead                            | 2006 ID-Nr. 06000448          | 10824 LaPorte Road 41° 31′ 36″ N, 87° 52′ 53″ W                                                              | Mokena                          | |
| 23    | Robert Milne House                                   | Robert Milne House                                   | 1979 ID-Nr. 79000876          | 535 East 7th Street 41° 35′ 22″ N, 88° 2′ 57″ W                                                              | Lockport                        | |
| 24    | Peotone Mill                                         | Peotone Mill                                         | 1982 ID-Nr. 82002605          | 433 West Corning Avenue 41° 19′ 56″ N, 87° 47′ 53″ W                                                         | Peotone                         | |
| 25    | Plainfield Halfway House                             | Plainfield Halfway House                             | 1980 ID-Nr. 80001421          | 503 Main Street 41° 36′ 41″ N, 88° 12′ 15″ W                                                                 | Plainfield                      | |
| 26    | Rubens Rialto Square Theater                         | Rubens Rialto Square Theater                         | 24. Juli 1978 ID-Nr. 78001199 | 102 North Chicago Street 41° 31′ 34″ N, 88° 4′ 53″ W                                                         | Joliet                          | |
| 27    | Hiram B. Scutt Mansion                               | Hiram B. Scutt Mansion                               | 2003 ID-Nr. 02001760          | 206 North Broadway 41° 31′ 37″ N, 88° 5′ 18″ W                                                               | Joliet                          | |
| 28    | Small–Towle House                                    | Small–Towle House                                    | 2004 ID-Nr. 04000419          | 515 County Road 41° 18′ 39″ N, 88° 8′ 31″ W                                                                  | Wilmington                      | |
| 29    | Standard Oil Gasoline Station                        | Standard Oil Gasoline Station                        | 1984 ID-Nr. 84000340          | 600 West Lockport Street 41° 36′ 29″ N, 88° 12′ 20″ W                                                        | Plainfield                      | |
| 30    | Stone Manor                                          | Stone Manor                                          | 1980 ID-Nr. 80001420          | West Chicago Bloomington Trail 41° 34′ 23″ N, 87° 56′ 10″ W                                                  | Homer Glen                      | |
| 31    | U.S. Post Office                                     | U.S. Post Office                                     | 1981 ID-Nr. 81000223          | 150 North Scott Street 41° 31′ 39″ N, 88° 4′ 49″ W                                                           | Joliet                          | |
| 32    | Union Station                                        | Union Station                                        | 1978 ID-Nr. 78001200          | 50 East Jefferson Street 41° 31′ 28″ N, 88° 4′ 47″ W                                                         | Joliet                          | |
| 33    | Upper Bluff Historic District                        | Upper Bluff Historic District                        | 1991 ID-Nr. 91000687          | Abgegrenzt durch Taylor Street, Center Street, Campbell Street und Raynor Avenue 41° 31′ 45″ N, 88° 5′ 47″ W | Joliet                          | |
| 34    | Will County Historical Society Headquarters          | Will County Historical Society Headquarters          | 1972 ID-Nr. 72000467          | 803 South State Street 41° 35′ 21″ N, 88° 3′ 17″ W                                                           | Lockport                        | |

## Frühere Einträge
| [ 2 ] | Name                                 | Bild | Eintragsdatum        | Lage                                                                      | Ort      | Beschreibung                                                                            |
| ----- | ------------------------------------ | ---- | -------------------- | ------------------------------------------------------------------------- | -------- | --------------------------------------------------------------------------------------- |
| 1     | Ninth Street Seven Arch Stone Bridge |      | 2004 ID-Nr. 04000866 | Brücke der 9th Street über den Deep Run Creek 41° 35′ 36″ N, 88° 3′ 53″ W | Lockport | Im Jahr 2011 durch einen Sturm zerstört und ein Jahr später aus dem Register gestrichen |